# Sonohra
Sonohra ist ein italienisches Popduo, das aus den Brüdern Luca (* 27. Februar 1982) und Diego Fainello (* 27. November 1986) aus Verona besteht. Sie gewannen das Sanremo-Festival 2008 in der Newcomer-Kategorie. Stilistisch orientiert sich Sonohra am Britpop.

## Biografie
Luca und Diego Fainello wuchsen in einer Musikerfamilie auf und traten zuerst unter den Namen 2tto und Domino in Bars auf. Der endgültige Name Sonohra leitete sich von der gleichnamigen amerikanischen Wüste und der Analogie zu suono ora („ich spiele jetzt“) ab. Zusammen mit Produzent Roberto Tini arbeiteten sie an ihrem ersten Album Liberi da sempre. Anfang 2008 traten sie in der Newcomer-Kategorie des Sanremo-Festivals auf und gewannen mit dem Lied L’amore. Daraufhin erreichten Single wie Album die Top Ten der italienischen Charts. Bei den TRL Awards 2008 gewann Sonohra in der Kategorie Best New Act. Ende des Jahres erschien außerdem das erste Livealbum des Duos, die zugehörige DVD erreichte sogleich die Spitze der offiziellen DVD-Charts. 2009 brachten sie das Debütalbum auch auf Spanisch unter dem Titel Libres für den südamerikanischen Markt heraus.
Im Jahr 2010 kehrte Sonohra mit Baby zum Sanremo-Festival zurück, diesmal in der Hauptkategorie. Sie schieden bereits am zweiten Abend aus und schafften es nicht ins Finale. Im Anschluss daran erschien ihr zweites Album Metà. Mit der EP A Place for Us präsentierte das Duo noch im selben Jahr eine vollständig englischsprachige Veröffentlichung; enthalten war neben Neubearbeitungen eigener Lieder auch der Titelsong des Films Die Chroniken von Narnia: Die Reise auf der Morgenröte, der je nach Land von verschiedenen Interpreten gesungen wurde.
Das dritte Album La storia parte da qui erschien 2012. Darin war u. a. eine Kollaboration mit dem spanischen Musiker Hevia enthalten. 2014 folgte das nächste Album Il viaggio.

## Diskografie

### Alben und EPs
| Jahr | Titel                  | Höchstplatzierung, Gesamtwochen, AuszeichnungChartsChartplatzierungen (Jahr, Titel, Platzierungen, Wochen, Auszeichnungen, Anmerkungen) | Anmerkungen          |
| Jahr | Titel                  | IT | Anmerkungen          |
| ---- | ---------------------- | --- | -------------------- |
| 2008 | Liberi da sempre       | IT6 (39 Wo.)IT |                      |
| 2008 | Sweet Home Verona      | IT27 (10 Wo.)IT | Livealbum            |
| 2010 | Metà                   | IT8 (15 Wo.)IT |                      |
| 2010 | A Place for Us         | IT27 (3 Wo.)IT | englischsprachige EP |
| 2012 | La storia parte da qui | IT4 (4 Wo.)IT |                      |
| 2014 | Il viaggio             | IT13 (3 Wo.)IT |                      |
| 2015 | #IlViaggioTourLive2015 | IT66 (1 Wo.)IT | Livealbum            |

### Lieder
| Jahr | Titel Album              | Höchstplatzierung, Gesamtwochen, AuszeichnungChartsChartplatzierungen (Jahr, Titel, Album, Platzierungen, Wochen, Auszeichnungen, Anmerkungen) | Anmerkungen                                        |
| Jahr | Titel Album              | IT | Anmerkungen                                        |
| ---- | ------------------------ | --- | -------------------------------------------------- |
| 2008 | L’amore Liberi da sempre | IT6 Gold (2023) · (15 Wo.)IT | Siegerbeitrag zum Sanremo-Festival 2008 (Newcomer) |
| 2010 | Baby Metà                | IT26 (1 Wo.)IT | Beitrag zum Sanremo-Festival 2010                  |

Weitere Lieder
- 2008: Love Show
- 2008: Salvami
- 2009: Seguimi o uccidimi
- 2010: Good Luck My Friend
- 2010: There’s a Place for Us (aus dem Soundtrack von Die Chroniken von Narnia: Die Reise auf der Morgenröte)
- 2011: Let Go
- 2012: The Sky Is Yours
- 2012: Si chiama libertà (feat. Hevia)
- 2012: Il cielo è tuo
- 2012: Il re del nulla
- 2014: Il viaggio (feat. Modena City Ramblers)
- 2014: Cos’è la felicità
- 2014: Oltre i suoi passi (feat. Claudia Sala)
- 2015: Continuerò

## Belege
1. ↑  DVD musicali, Classifica settimanale WK 49. FIMI, abgerufen am 22. November 2015 (italienisch).
2. ↑  Serata tra Moulin Rouge, gaffe e regine all’Ariston. In: Corriere.it. RCS MediaGroup, 17. Februar 2010, abgerufen am 22. November 2015 (italienisch).
3. ↑  Valentina Spada: Sonohra: Il 30 novembre esce l’EP in lingua inglese “A place for us”. EarOne, 15. November 2010, abgerufen am 22. November 2015 (italienisch).
4. ↑  Alben von Sonohra. In: Italiancharts.com. Hung Medien, abgerufen am 22. November 2015.
5. ↑  Guido Racca & Chartitalia: Top 100 FIMI Singoli. Lulu, 2013, S. 147.
6. ↑  Auszeichnungen für Musikverkäufe: IT